# 丘宗潭
丘 宗潭（おか そうたん、1860年10月22日（万延元年9月9日） - 1921年（大正10年）8月19日）は、尾張国出身の日本の曹洞宗の僧侶。安泰寺初代住職。
西有穆山、白鳥鼎三、長野普照に師事し、洞雲寺、修禅寺住職を歴任。1899年（明治32年）に曹洞宗大学林（現・駒澤大学）学監・教授となり、1905年（明治38年）に永平寺で眼蔵会の初代講師を務める。
1917年（大正6年）に永平寺監院になり、翌1918年（大正7年）に曹洞宗大学学長となる。1921年（大正10年）に安泰寺を設立。
弟子に丘球学、澤木興道、橋本惠光、原田祖岳がいる。

## 著作リスト
- 『禅の信仰』（鴻盟社、1927年）
- 『曹洞宗意綱要』（鴻盟社、1930年）